# Physma pseudoisidiatum
Physma pseudoisidiatum är en lavart som beskrevs av Aptroot & Sipman. Physma pseudoisidiatum ingår i släktet Physma och familjen Collemataceae.   Inga underarter finns listade i Catalogue of Life.